# Robert Laughlin
Robert Betts Laughlin (Visalia, 1º novembre 1950) è un fisico statunitense.

## Biografia
Professore di fisica e fisica applicata alla Stanford University, nel 1998 è stato premiato, insieme a Horst Störmer e Daniel Tsui, col premio Nobel per la fisica per la spiegazione dell'effetto Hall quantistico frazionario.
Laughlin è nato a Visalia, in California. Ottenne un B.A. in fisica all'Università della California - Berkeley nel 1972. Ottenne il Ph.D in fisica nel 1979 al Massachusetts Institute of Technology. Nel periodo 2004-2006 è stato presidente del KAIST, a Daejeon, nella Corea del Sud.

## Pubblicazioni
Nel 2005 ha pubblicato: A Different Universe: Reinventing Physics from the Bottom Down (Un Universo diverso. Reinventare la fisica da cima a fondo), libro divulgativo nel quale ha criticato le teorie riduzioniste in favore delle teorie emergentiste. 
Nel libro, Laughlin assume alcune posizioni significative, esprimendo serie critiche nei confronti dell'informatica quantistica, delle nanotecnologie e della teoria delle stringhe. Su quest'ultima ha affermato: «Lontana dall'essere una magnifica speranza tecnologica per un più grande futuro, la teoria delle stringhe è la tragica conseguenza di una linea di pensiero obsoleta».